# Schwäbische Kunstdenkmale
Schwäbische Kunstdenkmale ist der Titel einer seit 1962 im Verlag Anton H. Konrad erscheinenden Kunstführer-Reihe. Sie deckt den württembergischen und den bayerischen Teil Schwabens ab. Die Hefte weisen in der Regel ein Format von 12,0 × 16,7 cm auf und sind mit zahlreichen Farbabbildungen versehen.

## Erschienene Titel
- 1: Roggenburg, Pfarrkirche "Mariä Himmelfahrt" – Prämonstratenser Klosterkirche von Adolf Herrmann (1962, 2. Aufl. 1974, 1985, 1995, 1999, 2002)
- 2: Stetten ob Lontal, Pfarrkirche und Wallfahrtskirche von Anton H. Konrad (1962, 2. Aufl. 1984)
- 3: Erbach, Pfarrkirche St. Martin (1962)
- 4: Wullenstetten[Anm. 1]
- 5: Witzighausen, Pfarrkirche und Wallfahrtskirche "Mariä Geburt" von Anton H. Konrad (1984, 1993)
- 6: Ingstetten (Roggenburg)[Anm. 1]
- 7: Illereichen – Altenstadt, "Pfarrkirche Mariae Himmelfahrt von Anton H. Konrad (1962, 1990)
- 8: Kadeltshofen, Remmeltshofen, Pfarrkirche St. Michael, Landkreis Neu-Ulm von Josef Matzke (1965)
- 9: Hausen, evang. Pfarrkirche St. Ulrich von Reinhard Wortmann (1964)
- 10: Oberelchingen[Anm. 1] von Anton H. Konrad und Josef Matzke (1966)
- 11: Pfaffenhausen von Julius Schöttl (1965, 2. Auflage 1985)
- 12: Bihlafingen, Pfarrkirche und Wallfahrt  von Anton H. Konrad (1968)
- 13: Die ehemalige Minoritenkirche Mariä Himmelfahrt in Maihingen von Josef Hopfenzitz (1966)
- 14: Gestratz, Pfarrkirche St. Gallus von Karl Ludwig Dasser (1963)
- 15: Pfuhl, St. Ulrich von Anton H. Konrad (1994)
- 16: Das Barockschloss in Meersburg von Joachim Hotz (1967)
- 17: Allerheiligen und Scheppach von Julius Schöttl (1968)
- 18: Schloss Erbach von Anton H. Konrad (1968, 1986)
- 19: Lindenhardt, Landkreis Bayreuth. Evang.-Luth. Pfarrkirche von Anton H. Konrad und Italo Bacigalupo (1973)
- 20: Wallfahrt Maria Hilf auf dem Wannberg von Anton H. Konrad (1970, 1987)
- 21: Kirchhaslach
- 22: Silheim, Ettlishofen, Raunertshofen von Oskar Gambihler (1971, 2. Aufl. 2009)
- 23: Evang. Pfarrkirche St. Laurentius Amstetten von Reinhard Wortmann (1973)
- 24: Ulm-Söflingen, Stadtpfarrkriche St. Maria von Reinhard Wortmann
- 25: Barockkloster Roggenburg von Anton H. Konrad (1974)
- 26: Augsburg, St. Elisabeth
- 27: Kirchen der Pfarrei Steingaden von Hans Pörnbacher (1983, 1987) – siehe Steingaden#Bauwerke
- 28: Wildsteig von Hans Pörnbacher (1980, 2009)
- 29: Kleine Geschichte der Wallfahrt zum Gegeißelten Heiland auf der Wies von Thomas Flinkenstaedt (1986)
- 30: Irsee von Gabriele Dischinger (1982, 1991, 1994, 13. Auflage 2025)
- 31: Wallfahrtskirche Maria Trost bei Nesselwang von Luda, Margot; Gress, Franz X. (1986)  siehe auch #50
- 32: Ev. Pfarrkirche St. Margareta in Neu-Ulm Reutti von Anton H. Konrad (1984) Wikidata
- 33: Die St. Georgskirche in Ulm von Helmut Pflüger (1984, 1995, 2016)
- 34: Pfarrei Pfronten von Anton H. Konrad (1986)
- 35: St. Georg in Kirchsiebnach von Anton H. Konrad (1984)
- 36: Die Pfarrkirche St. Martin in Pfaffenhofen an der Roth von Anton H. Konrad (1986)
- 37: Füssen (nicht erschienen)
- 38: Stadtpfarrkirche Hl. Geist in Neuburg an der Donau von Albert Lidel
- 39: Großkötz, Pfarrkirche St. Peter u. Paul, Gemeinde Kötz, Landkreis Günzburg, Bistum Augsburg von Heribert Schretzenmayr (1986)
- 40: Die Pfarrei Weißensee von Kornelius Riedmiller (1987)
- 41: Die Pfarrei Eresing von Hans Pörnbacher und Anton H. Konrad (1987, 3. Auflage 2001)
- 42: Pfarrkirche St. Andreas Babenhausen von Anton H. Konrad  (1990)
- 43: nicht erschienen
- 44: Unterbleichen von Anton H. Konrad (1988)
- 45: Die Kirchen der Stadt Donzdorf von Heribert Hummel (1989)
- 46: Schloss Vilseck von Walter Ziegler (1989)
- 47: Oberschönenfeld von Maria Caecilia (1989, 1999, 2005)
- 48: Kissendorf von Hans Wolf (1990)
- 49: St. Johannes Nürtingen von Heribert Hummel (1991)
- 50: Die Anfänge der Wallfahrt "Maria Trost" in Nesselwang, Allgäu. Dem Begründer von "Maria Trost" Rudolph von Grimming zum 300. Todestag von Manfred Haller (1992) siehe auch #31
- 51: Lauterstein: Weißenstein, Nenningen von Heribert Hummel (1992)
- 52: Kirchen und Kapellen im Pfarreigebiet Rechberghausen, Adelberg, Börtlingen und Wangen von Heribert Hummel und Paul Hennegriff (1992)
- 53: Sießen im Wald, Pfarrkirche St. Maria Magdalena von Anton H. Konrad (1995)
- 54: Deisenhausen, St. Stephan von Anton H. Konrad, Horst  Gaiser und Franz Hopfenzitz (1997)
- 55: St. Johann Baptist in Straß von Anton Aubele (1999)
- 56: St. Leonhard Weißenhorn von Anton H. Konrad (2001)
- 57: St. Georg Augsburg von Gabriele Kliegl (2001)
- 58: Stiftskirche Faurndau von Rainer Hussendörfer (2002)
- 59: Matzenhofen, Wallfahrtskirche zur schmerzhaften Mutter Gottes von Anton H. Konrad (2002)
- 60: Franziskanerkirche Esslingen von Peter Köhle, Karin Reichardt und Ulrich Knapp (2004)
- 61: Walleshausen Pfarrkirche Mariä Himmelfahrt und Filialkirchen von Anton H. Konrad, Petar Vrankic (2006)
- 62: Stadtpfarrkirche Mariä Himmelfahrt Weißenhorn von Anton H. Konrad (2007)
- 63: Schloss Warthausen von Anton H. Konrad (2012)
- 64: Altenstadt an der Iller (2014)
- 65: Ev. Heilig-Kreuz Augsburg von Wolfgang Wallenta (2019)
- 66: Schlosskirche Rechenberg von Johannes Stürmer (2021)
- 67: St. Michael Unterelchingen von Anton Aubele (2022)